# Point Leo
Point Leo är en ort i Australien. Den ligger i kommunen Mornington Peninsula och delstaten Victoria, omkring 67 kilometer söder om delstatshuvudstaden Melbourne.
Närmaste större samhälle är Mount Martha, omkring 17 kilometer norr om Point Leo. 
Genomsnittlig årsnederbörd är 1 251 millimeter. Den regnigaste månaden är maj, med i genomsnitt 154 mm nederbörd, och den torraste är januari, med 51 mm nederbörd.